# Martin Markert

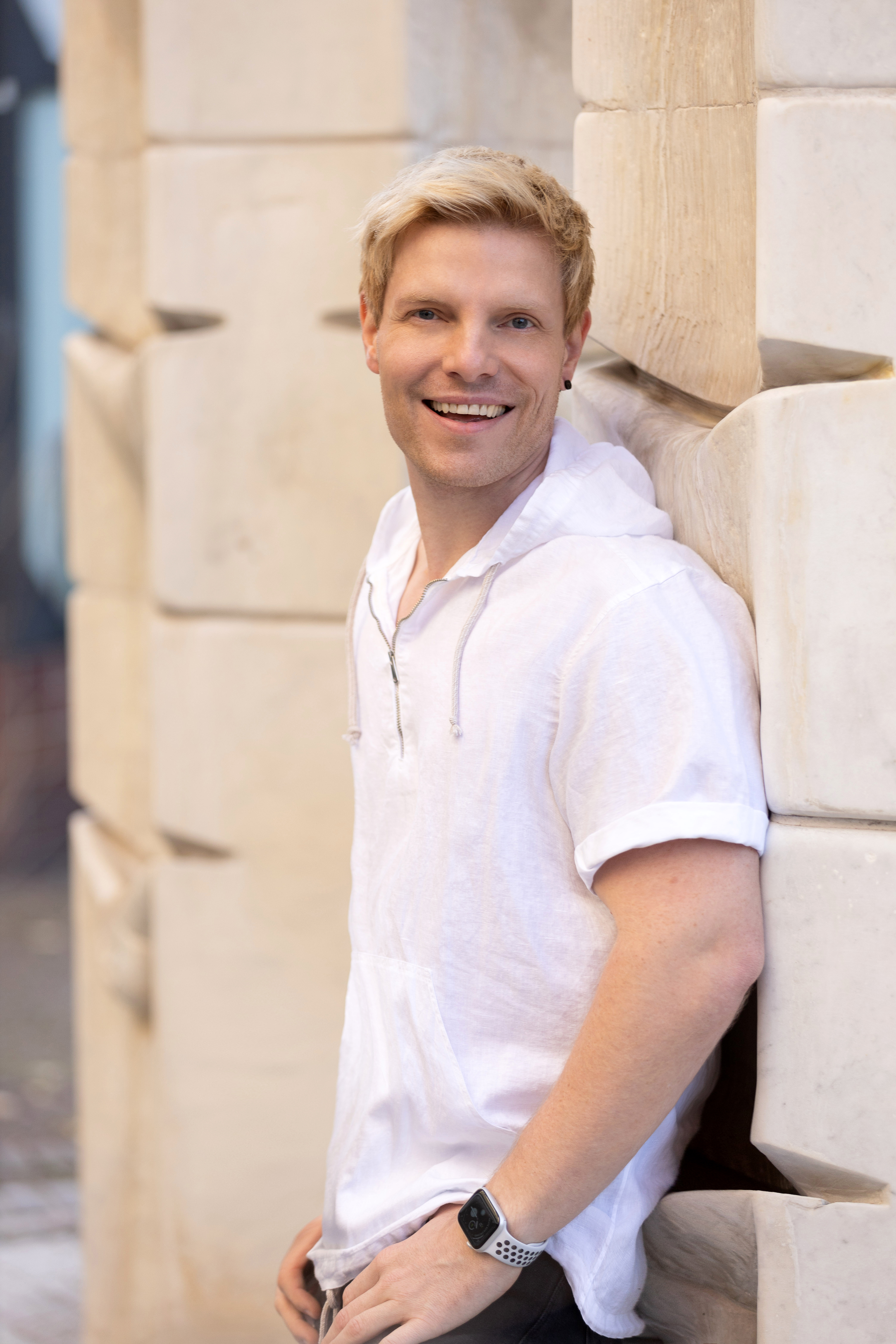
Martin Markert

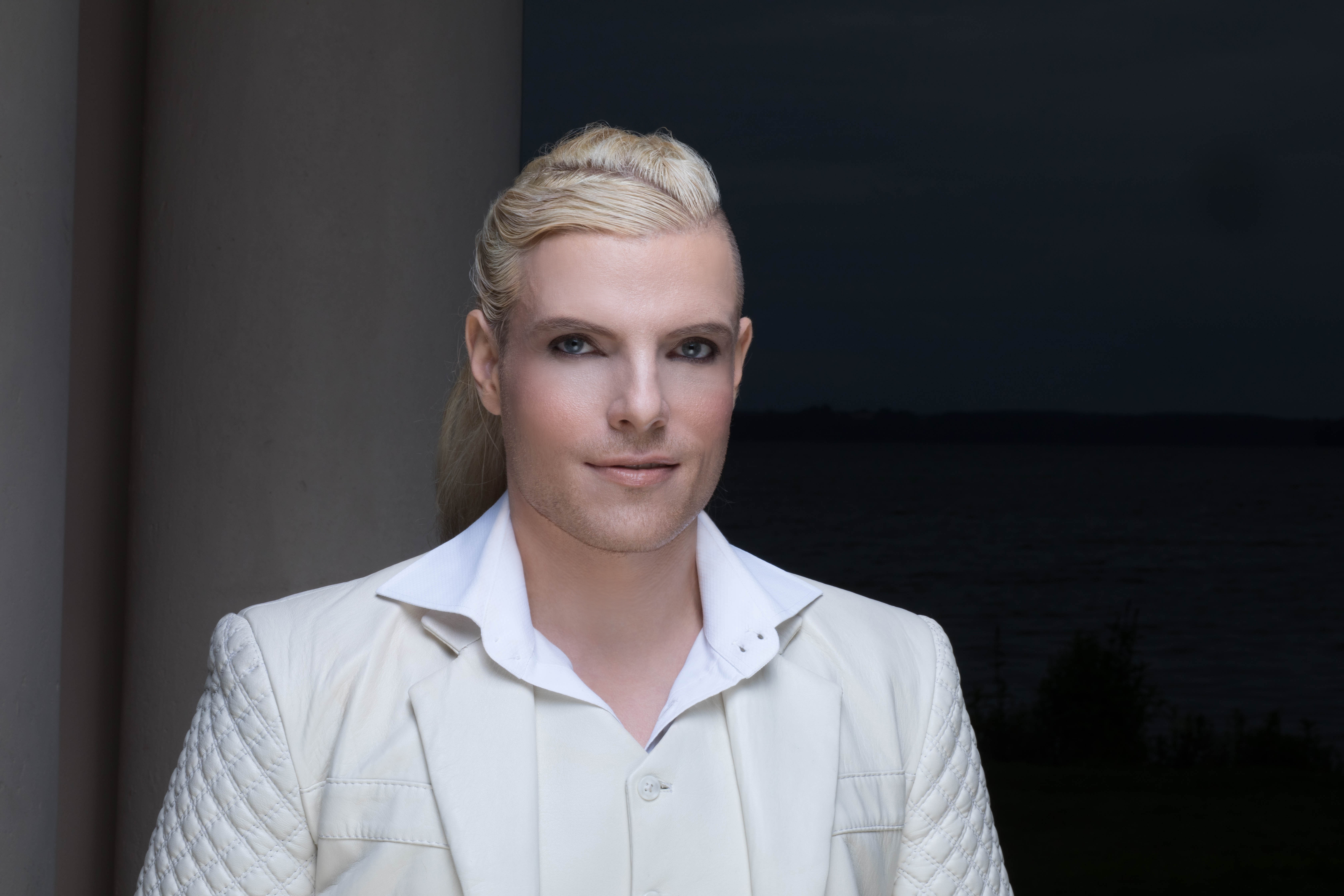
Martin Markert als „Der Tod“ im Musical Elisabeth

Martin Markert (* 20. Juli 1982 in Berlin) ist ein deutscher Musicaldarsteller.

## Leben

### Ausbildung und Anfänge
Markert legte das Wirtschaftsabitur ab und begann bereits während seiner Schulzeit eine Gesangsausbildung. Von 1997 bis 2002 bekam er Unterricht an der Kreismusikschule „Friedrich von Flotow“ in Bad Doberan und am Konservatorium Rostock bei der Opernsängerin Rosemarie Christmann. 2001 wurde er Mitglied der Singakademie Rostock. 2002 war er Preisträger bei Jugend musiziert und wirkte im selben Jahr als Solist im Preisträgerkonzert an der Hochschule für Musik und Theater Rostock mit.
2004 beendete er seine Musicalausbildung an der Joop van den Ende Academy in Hamburg. Sein erstes professionelles Bühnenengagement hatte Markert in der Spielzeit 2004/05 am Stadttheater Lüneburg als Bartholomäus (einer der Apostel) in Jesus Christ Superstar. Im Musical Ludwig² spielte er 2005 und 2006 im Festspielhaus Neuschwanstein den Kammerdiener Müller, den Schattenmann (alternierend) und war als Cover für die Rollen Prinz Otto von Bayern und Rudolf Graf von Rettenberg engagiert.
2006 ging er nach Los Angeles, wo er privaten Schauspielunterricht nahm sowie Camera Acting-Kurse bei MK Lewis besuchte. Zurück in Deutschland, belegte er Meisterklassen u. a. bei Pia Douwes und Perrin Manzer Allen.

### Karriere

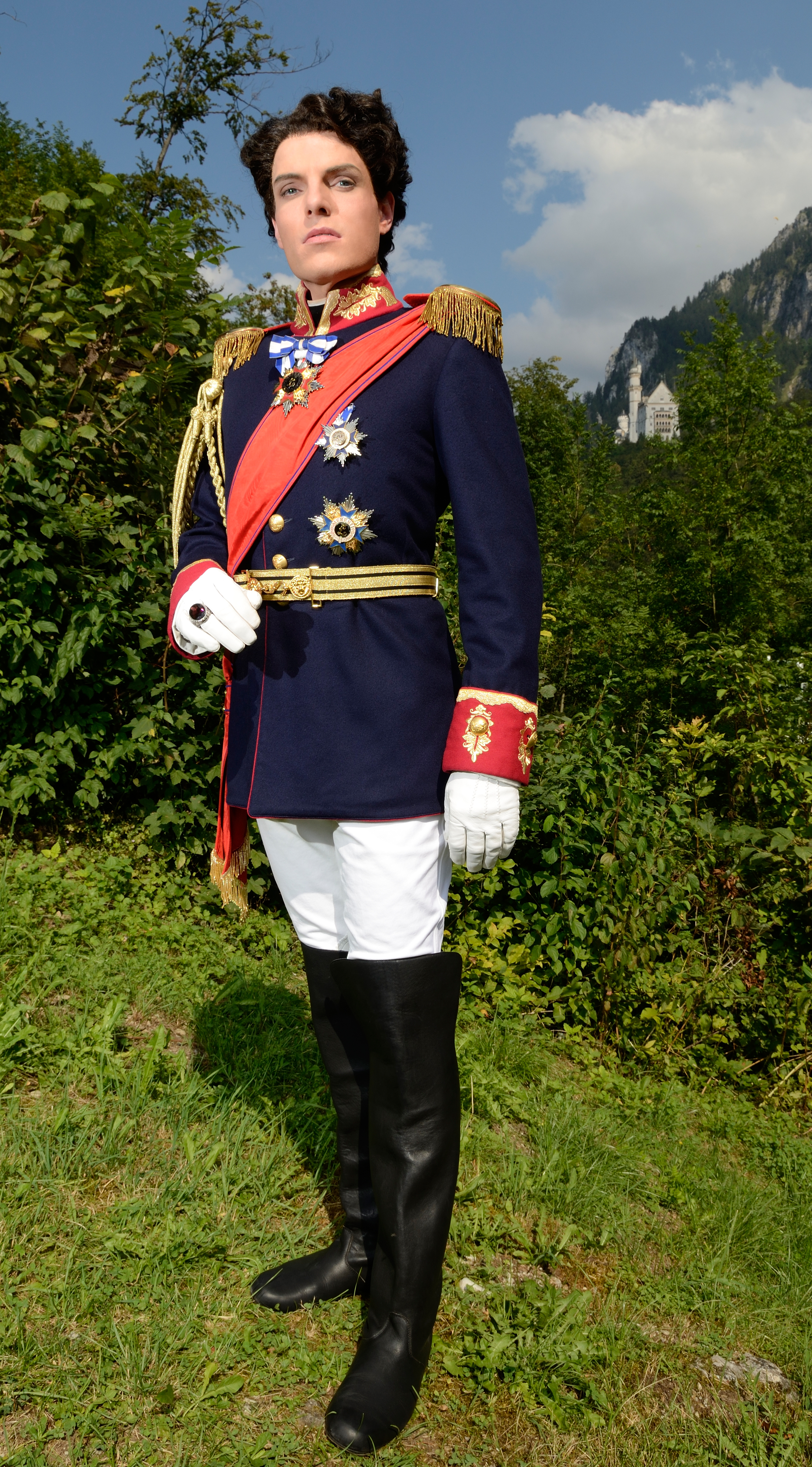
Martin Markert als König Ludwig II.

2007 war er im Rahmen der Japantournee der Vereinigten Bühnen Wien Ensemblemitglied bei Aufführungen von Elisabeth im Umeda Arts Theatre in Osaka und im Koma-Theater in Shinjuku, Tokio als Zweitbesetzung des Rudolf. Bei der Elisabeth-Neuinszenierung am Theater des Westens in Berlin übernahm Markert ebenfalls die Rolle des Kronprinzen Rudolf als Zweitbesetzung, ebenso am Theater 11 in Zürich und bei der nachfolgenden Tournee, die in Frankfurt, München (Deutsches Theater), Bregenz und Düsseldorf (Capitoltheater) Station machte.
Außerdem wirkte er 2007 beim Musical-Festival auf dem Grazer Schloßberg im Musical Dracula von Frank Wildhorn mit.
Von Oktober 2010 bis Mai 2011 spielte Markert im Revival des Schweizer Musicals Space Dream die Hauptrolle des Weltraumprinzen Rodin. Ab Juli 2011 war in der Neuinszenierung von Ludwig2 – Der König kehrt zurück als Prinz Otto von Bayern und als 1. Cover für die Titelrolle Ludwig II. besetzt.
In der Spielzeit 2012/13 spielte Markert die Rolle des Jesus von Nazareth in Andrew Lloyd Webbers Rock-Oper Jesus Christ Superstar am Stadttheater Bremerhaven. In der Spielzeit 2013/14 war er ab Oktober 2013 als junger Hippie Claude Hooper Bukowski in dem Musical Hair am Nordharzer Städtebundtheater zu sehen. Im Oktober 2014 gab er sein Debüt in der Hauptrolle des Tony in West Side Story am Opernhaus Halle.
Ab 2014 war Markert bei der Neuproduktion von Elisabeth – das Musical in Shanghai/China und der anschließenden Tournee in der Hauptrolle „Der Tod“ zu sehen.
2017 war er beim Sommerfestival im Berliner Admiralspalast als Willy Wormser und Zeitungsjunge im Musical Der Hauptmann von Köpenick zu sehen. Bei der 20 Jahre-Jubiläumstournee des erfolgreichen Broadway-Musicals Rent spielte Markert den reichen Benjamin Coffin III. und auch den aidskranken, drogenabhängigen Roger Davis.
Seit mehreren Jahren ist Markert mit Europas erfolgreichster Musical-Gala „Die Nacht der Musicals“ auf Tour durch Deutschland, Österreich, Schweiz und Dänemark. Mit „Stars of Musicals“ trat er als Solist in der Königlichen Oper Kopenhagen auf.
Im Sommer 2018 gastierte Markert bei den Burgfestspielen Jagsthausen als Bischof von Bamberg sowie als Metzler in Goethes Schauspiel Götz von Berlichingen. Außerdem übernahm er den verrückten Tribe-Anführer George Berger im Kultmusical Hair und die Dragqueen Waltraud in dem Musical nach dem Kultfilm Der bewegte Mann.
2019 war er Solist auf dem Kreuzfahrtschiff Mein Schiff 2 von TuiCruise. An der Seite von Glasperlenspiel wirkte er bei der Schiffstaufe in Lissabon mit und hatte an Bord des Schiffes mit seiner Soloshow „I Love My Life“ Premiere.
Im Winter 2021/22 spielte Markert am Altonaer Theater den George Berger im Musical Hair. In der Spielzeit 2021/22 spielte er im Ensemble und war Zweitbesetzung für die Rollen „Not Dead Fred“/„Prinz Herbert“ in Monty Python’s Spamalot am Stadttheater Gießen. In der Spielzeit 2022/23 folgte am Altonaer Theater sein Debüt als Onkel Fester im Broadway-Musical The Addams Family. Im Sommer 2023 war er im Festspielhaus Neuschwanstein als Erstbesetzung „Der Schattenmann“ im Musical Ludwig² – Der König ist zurück zu sehen. 2024 inszenierte und co-produzierte Martin Markert Ludwig² – The King is back am Culture Square Theatre in Shanghai.
Markert ist Künstlerischer Leiter des Gold & Silber Musikverlages und ist als Co-Regisseur für Ludwig² – Der König ist zurück am Festspielhaus in Füssen tätig.
Markert arbeitet mittlerweile vermehrt auch als Synchronsprecher, u. a. für Netflix und Disney+. Er ist die deutsche Singstimme des Captain America in der TV-Serie Hawkeye von Marvel Cinematic Universe und die Stimme von Quasimodo im Kurzfilm Once Upon a Studio zum 100-jährigen Jubiläum von The Walt Disney Company.

## Musical- und Theaterrollen (Auswahl)
- Der Schattenmann in Ludwig² – Der König ist zurück
- Onkel Fester in The Addams Family
- Der Tod in Elisabeth – Das Musical
- Tony in West Side Story
- Jesus von Nazareth in Jesus Christ Superstar
- Benjamin Coffin III und Roger Davis in Rent
- George Berger und Claude Hooper Bukowski in Hair
- Waltraud/Walter (Hauptrolle) in Der bewegte Mann
- Bischof von Bamberg und Metzler in Goethes Götz von Berlichingen (2018, Burgfestspiele Jagsthausen)
- Willy Wormser und Zeitungsjunge in Der Hauptmann von Köpenick
- Prinz Otto von Bayern und König Ludwig II. in Ludwig2 – Der König kommt zurück
- Weltraumprinz Rodin (Hauptrolle) in Space Dream (Revival 2010/11 CityHalle Winterthur)
- Joseph in Joseph and the Amazing Technicolor Dreamcoat
- Peter Kingsley und Stine (Hauptrolle) in City of Angels
- Ein Journalist, Kronprinz Rudolf in der Neuinszenierung von Elisabeth (Theater des Westens Berlin, Theater 11 Zürich, Tournee)
- Ein junger ungarischer Adliger und Kronprinz Rudolf in Elisabeth – der Originalinszenierung der Vereinigten Bühnen Wien (Japantournee)
- Ruben und Joseph in Joseph and the Amazing Technicolor Dreamcoat (Tournee); ebenfalls: Isachar, Pharao's Butler & Joseph in Joseph and the amazing Technicolor Dreamcoat in Basel
- Kammerdiener Müller und alternierend Der Schattenmann; sowie 1. Cover Prinz Otto von Bayern, Rudolf Graf von Rettenberg in der Welturaufführung von Ludwig² – Der Mythos lebt, Festspielhaus Neuschwanstein in Füssen

## Diskographie
- Die Nacht der Musicals: als Der Tod (Der letzte Tanz) und als Aladdin (In meiner Welt)
- Der Hauptmann von Köpenick: Willy Wormser und Zeitungsjunge
- Elisabeth (20 Jahre Jubiläumstournee, Live Castalbum): ein Journalist
- Eine Rose im Dezember. Sissi singt Weihnachtslieder: Special Guest
- Ludwig² – Der Mythos lebt: Ensemble und Chor
- Merry Christmas from the Joop van den Ende Academy: Sänger
- Ludwig 2 – Der König kommt zurück!: Prinz Otto von Bayern